# انشنت وان
اِنشنت وان (به انگلیسی: Ancient One) یک شخصیت خیالی در کتاب‌های کامیک آمریکایی منتشر شده توسط مارول کامیکس است. شخصیت اِنشنت وان توسط استن لی و استیو دیتکو خلق شده است که برای اولین بار در شمارهٔ ۱۱۰ مجموعه استرنج تیلز (ژوئیه ۱۹۶۳) حضور پیدا کرد. او جادوگر اعظم، و استاد شخصیت ابرقهرمان دکتر استرنج و همچنین بارون موردو بود.
نسخهٔ سلتی و مؤنث این شخصیت با بازی تیلدا سوینتن، در دنیای سینمایی مارول شامل فیلم‌های دکتر استرنج (۲۰۱۶)، انتقام‌جویان: پایان بازی (۲۰۱۹) و مجموعهٔ تلویزیونی چه می‌شود اگر...؟ (۲۰۲۱) از سرویس دیزنی پلاس حضور دارد.

## زندگینامه ساختگی شخصیت
اِنشنت وان در روستای پنهان کامار-تاج، واقع در رشته‌کوه هیمالیا متولد و بزرگ شده است. روستایی که از مردمانی صلح‌طلب تشکیل شده بود که به دور از جوامع دیگر زندگی می‌نمودند و به دنیای بیرون اعتنا نمی‌کردند. با این حال با گذشت زمان انشنت وان و یکی دیگر از روستایی‌ها به نام کالو که با او همفکر بود، مسیر متفاوتی از دیگر افراد جامعه انتخاب کردند، مسیری که آن‌ها را به سمت اسرار فراطبیعی هدایت کرد. آن‌ها به کمک یکدیگر طریقهٔ استفاده از انرژی‌های عرفانی موجود در جهان هستی را کشف کردند. اما آن دو در چگونگی استفاده از قدرت‌های جادویی اختلاف نظر داشتند. در حالی که انشنت وان تمایل به استفاده از این توانایی جدید برای کمک به مردم و تبدیل روستایش به یک آرمان‌شهر بود، کالو تنها به قدرت آن، و فتح روستاهای اطراف فکر می‌کرد.

## انشنت وان درجهان سینمایی مارول
انشنت وان با استفاده چشم اگاموتو، تسلط برتمامی فنون و ابزارهای جادوگری و استفاده از قدرت بعد تاریک بزرگ‌ترین جادوگر جهان مارول بود که از زمین دربرابر وقوع خطرات محافظت می‌کرد. همچنین با استفاده از سنگ زمان تمام خطراتی که احتمال داشت درآینده اتفاق بیفتد را ازبین می‌برد.
بامرگ انشنت وان تمامی جهان‌ها دچار آشفتگی شدند و نبود جادوگر اعظم مارول باعث شد که راه برای حمله ابرشرورهایی همچون تانوس، دورمامو و اسکارلت ویچ به زمین بازگردد.